# آلبانی بزرگ

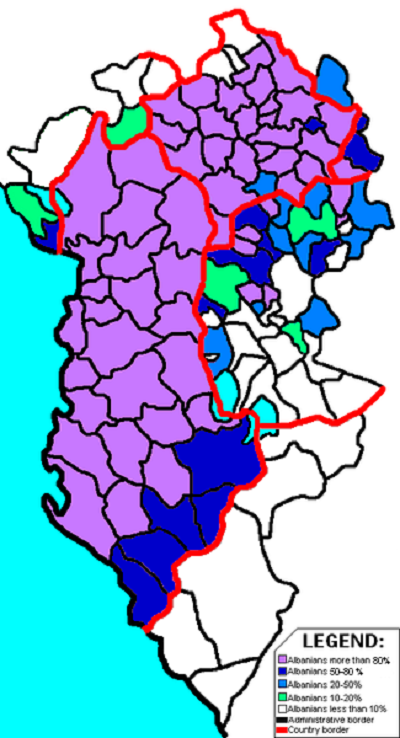
Albanians in Albania and neighboring countries

آلبانی بزرگ یک الحاق‌گرایی برای مردمان آلبانیایی‌تباری است که در مناطق مختلفی از بالکان هستند. این الحاق‌گرایی می‌تواند بر پایه نواحی آلبانیایی‌نشین امروزی یا نواحی تاریخی آنان باشد. علاوه بر آلبانی، طرفداران این ایده خواهان مناطقی چون کوزوو و دره پرشوسکا در صربستان، نواحی جنوبی مونته‌نگرو، شمال‌غرب یونان و بخش‌هایی از غرب جمهوری مقدونیه هستند.

## نواحی
| ناحیه                             | بخشی از                                                                            | مساحت (km²)            | جمعیت              | آلبانیایی‌ها                                              | % آلبانیایی‌ها | بزرگ‌ترین شهر |
| --------------------------------- | ---------------------------------------------------------------------------------- | ---------------------- | ------------------ | -------------------------------------------------------- | ------------- | ------------ |
| آلبانی                            | آلبانی                                                                             | ۲۸٬۷۴۸                 | 2,821,977          | ۲٬۶۸۰٬۸۷۸                                                | 95            | تیرانا       |
| کوزوو                             | کوزوو[a]                                                                           | ۱۰٬۹۰۸                 | ۱٬۷۳۳٬۸۴۲          | ۱٬۵۹۵٬۱۳۵                                                | 92            | پریشتینا     |
| دره پرشوسکا                       | صربستان (شهرهای پرشوو، بویانواک و مدوتا)                                           | ۱٬۲۴۹                  | ۸۵٬۰۰۰ (۲۰۰۲)      | 70,000 (approx 2002) 2,904 (Boycotted 2011)              | 82            | پرشوو        |
| غرب/شمال‌غرب مقدونیه               | مقدونیه شمالی                                                                      | ۵٬۰۰۰–۷٬۰۰۰ (approx)   | ۱٬۲۰۰٬۰۰۰ (approx) | 450,000 (the total polulation of Albanians in Macedonia) | 30% (approx)  | تتوفو        |
| جنوب‌شرق مونته‌نگرو                 | Malesija (Malësi) in شهرداری پودگوریتسا, اولتسینی (Ulqin), Krajina (Kraja), و پلاو | ۱٬۰۰۰                  | ۳۰٬۲۶۰             | ۲۲٬۱۵۰                                                   | 73.2          | اولتسینی     |
| چامریا و دیگر نواحی شمال‌غرب یونان | استان اپیروس، and other parts of ولایت جانینا                                      | ۹٬۲۰۳                  | ۳۳۶٬۸۵۶            | N/A                                                      | N/A           | یوآنینا      |
| مجموع                             | آلبانی بزرگتر                                                                      | ۵۶٬۱۰۸–۵۸٬۱۰۸ (approx) | ۶٬۰۰۷٬۹۳۵+         | ۴٬۸۶۸٬۱۶۳+                                               | نامعلوم       | تیرانا       |

## الحاق کوزوو به آلبانی
در نوامبر ۲۰۱۸ نخست‌وزیران آلبانی و کوزوو اعلام کردند که این دو کشور تا سال ۲۰۲۵ یکی خواهند شد و در این فاصلهٔ زمانی بایستی اوضاع سیاسی، اجتماعی، اقتصادی و غیره بین دو کشور همگام‌سازی گردد. همچنین نخست‌وزیر آلبانی گفت گرچه صربستان و دیگران سعی در توقف این اتفاق خواهند کرد، لیکن برای پیوستن به اتحادیه اروپا این رخداد لازم است. نخست‌وزیر این دو کشور همچنین در یک پیام در شبکه‌های اجتماعی تصویری را به اشتراک گذاشتند که با دست‌هایشان نماد «عقاب آلبانی» را نشان می‌دهند که سمبل ملی‌گرایی در کوزووست.